# Associació Letona de Regions
Associació Letona de Regions (en letó: Latvijas Regionų apvienība; LRA) és un partit polític d'ideologia centrista de Letònia.

## Història
Fundat el 13 de març 2014, el seu líder és Mārtiņš Bondars. Va aconseguir vuit diputats per a la Saeima el 2014. Va disputar les eleccions com una aliança política de diversos partits regionalistes més petits, incloent l'Aliança Regional, la Unió Demòcrata Cristiana o el Partit Socialdemòcrata dels Treballadors. El primer líder de l'LRA va ser Mārtiņš Bondars fins que va renunciar i va abandonar l'aliança el 2017, després del qual va ser succeït per Nellija Kleinberga.
Abans de les eleccions del 2018, la LSDSP i els democristians van abandonar l'aliança, que finalment va quedar per sota de la barrera del 5% a les urnes. A les eleccions europees de 2019 tampoc no va aconseguir cap representació al Parlament Europeu.
El 22 d'agost de 2020 l'Aliança Regional i un altre soci minoritari van votar per reorganitzar LRA en un únic partit polític. Els altres membres, el Partit Vidzeme i tres ONG, van votar per continuar com a socis de cooperació afiliats sota la bandera de l'LRA.
Al 2022, el partit va participar de la fundació de la Llista Unida, una coalició que tenia com a objectiu participar de les properes eleccions legislatives. En aquest sentit, la LRA va aconseguir 7 diputats dels 15 escons que va aconseguir la coalició de manera conjunta.

## Resultats electorals

### Eleccions legislatives
| Any  | Líder            | Resultats                     | Resultats                     | Resultats                     | Resultats | Resultats | Pos. | Govern             |
| Any  | Líder            | Vots                          | %                             | ± pp                          | Escons    | +/–       | Pos. | Govern             |
| ---- | ---------------- | ----------------------------- | ----------------------------- | ----------------------------- | --------- | --------- | ---- | ------------------ |
| 2014 | Mārtiņš Bondars  | 60,812                        | 6.71                          | Nou                           | 8 / 100   | Nou       | 5è   | Oposició           |
| 2018 | Edvards Smiltēns | 35,018                        | 4.17                          | 2.54                          | 0 / 100   | 8         | 8è   | Extraparlamentari  |
| 2022 | Edvards Smiltēns | Dins la coalició Llista Unida | Dins la coalició Llista Unida | Dins la coalició Llista Unida | 7 / 100   | 7         | 3r   | Coalició (2022-23) |
| 2022 | Edvards Smiltēns | Dins la coalició Llista Unida | Dins la coalició Llista Unida | Dins la coalició Llista Unida | 7 / 100   | 7         | 3r   | Oposició (2023-)   |

### Parlament Europeu
| Any  | Líder            | Vots                          | %                             | Escons | +/– | Grup |
| ---- | ---------------- | ----------------------------- | ----------------------------- | ------ | --- | ---- |
| 2014 | Mārtiņš Bondars  | 11,035                        | 2.5 (#3)                      | 0 / 8  | Nou | –    |
| 2019 | Edvards Smiltēns | 23,581                        | 5.01 (#7)                     | 0 / 8  | =   | –    |
| 2024 | Reinis Pozņaks   | Dins la coalició Llista Unida | Dins la coalició Llista Unida | 0 / 9  | =   | –    |